# Nissan Roox
Der Nissan Roox ist ein viersitziger Kei-Car-Minivan des Automobilherstellers Nissan, der auf der Tokyo Motor Show 2009 vorgestellt wurde und im Dezember desselben Jahres ausschließlich in Japan in den Verkauf gelangte. Er ist eine für Nissan angepasste Variante des von Suzuki entwickelten und bereits 2008 auf den Markt gebrachten Suzuki Palette und teilt sich somit mit ihm die technische Basis. Der Name des Roox wurde aus den englischen Begriffen "room" und "max" hergeleitet und soll den für diese Fahrzeugklasse großen Innenraum verdeutlichen.
2013 wurde das Fahrzeug vom Nissan Dayz Roox abgelöst.

## Ausstattung
Grundsätzlich verfügt der Roox über zwei seitliche Schiebetüren, versenkbare Rücksitze, ein Handschuhfach mit Kühlfunktion und ein Keyless-Go-System. Doppelairbags vorne sind in allen Versionen mit an Bord und Seitenairbags fehlen serienmäßig nur in der kleinsten Ausstattungslinie.
Der Roox ist in den Ausstattungsvarianten E, G, Highway Star und Highway Star Turbo erhältlich. Die Highway Star Versionen unterscheiden sich äußerlich durch eine veränderte Optik, die an die der gleichnamigen Ausführung des Serena und Elgrand angelehnt ist. Das Interieur ist standardmäßig in Beige gehalten, nur im Highway Star ist es schwarz. Ab der Version G verfügen je nach Ausstattung eine oder zwei Schiebetüren auch über einen elektrischen Antrieb.

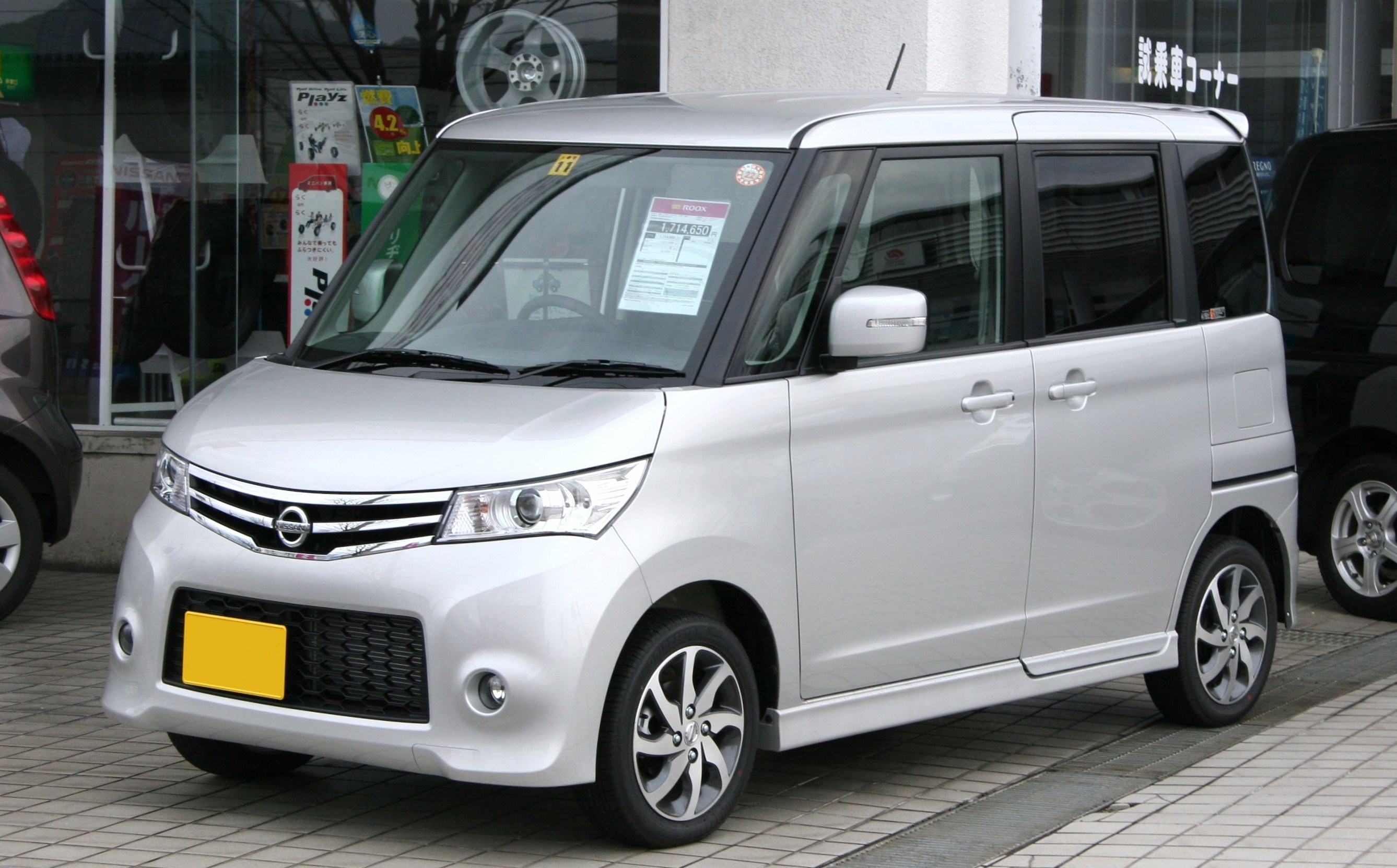
Nissan Roox Highway Star

## Motorisierungen
Der Roox ist mit einem Dreizylinder-Ottomotor mit 0,7 Litern Hubraum erhältlich, der als Saug- und Turboversion angeboten wird, wobei die aufgeladene Variante dem Highway Star Turbo vorbehalten ist. Zur Kraftübertragung kommt ein CVT-Getriebe zum Einsatz. Neben dem serienmäßigen Vorderradantrieb steht für alle Modellvarianten ein optionaler Allradantrieb zur Verfügung.
| Roox                       | 0.7                                          | 0.7 Turbo                                                   |
| -------------------------- | -------------------------------------------- | ----------------------------------------------------------- |
| Bauzeitraum:               | 2009–2013                                    | 2009–2013                                                   |
| Motor:                     | Dreizylinder-Ottomotor in Reihenbauart, DOHC | Dreizylinder-Ottomotor in Reihenbauart mit Turbolader, DOHC |
| Hubraum:                   | 658 cm³                                      | 658 cm³                                                     |
| Motortyp:                  | K6A                                          | K6A                                                         |
| Bohrung × Hub:             | 68.0 × 60.4                                  | 68.0 × 60.4                                                 |
| max. Leistung bei min−1:   | 40 kW (54 PS)/6500                           | 47 kW (64 PS)/6000                                          |
| max. Drehmoment bei min−1: | 63 Nm/3500                                   | 95 Nm/3000                                                  |
| Verdichtung:               | 10,5:1                                       | 8,9:1                                                       |
| Kühlung:                   | Wasserkühlung                                | Wasserkühlung                                               |
| Antriebsart, serienmäßig:  | Vorderradantrieb                             | Vorderradantrieb                                            |
| Antriebsart, optional:     | Allradantrieb                                | Allradantrieb                                               |
| Getriebe:                  | stufenloses Automatikgetriebe                | stufenloses Automatikgetriebe                               |